# Ultima Online
Ultima Online es un videojuego de rol multijugador masivo en línea publicado el 30 de septiembre de 1997 bajo la dirección de Richard Garriot Origin Systems y se juega en línea en un universo de ficción similar al de otros juegos de la serie Ultima.
Ultima Online ha entrado en el libro Guiness de los récords como el videojuego de rol multijugador masivo en línea que más tiempo lleva en línea.

## Historia

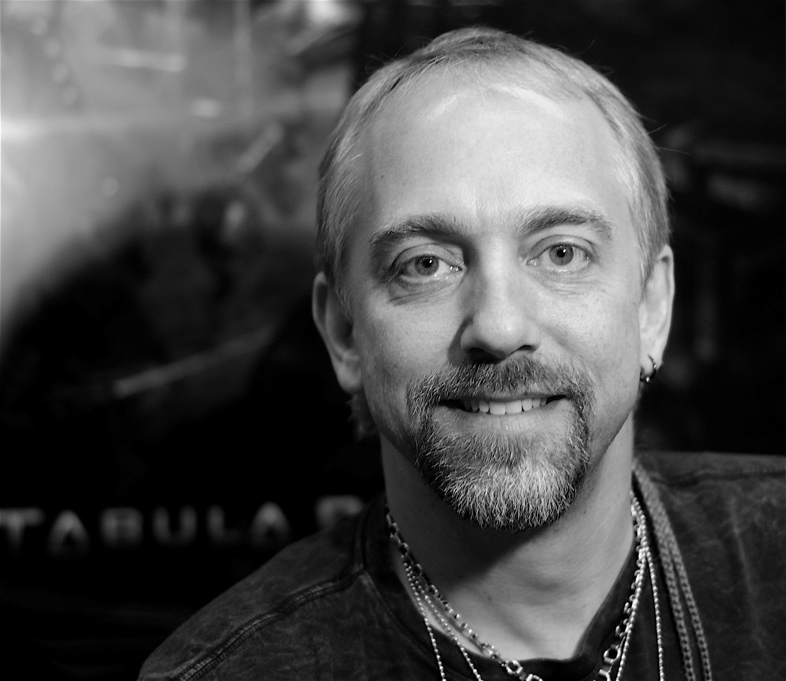
Richard Garriott en 2006.

Ultima Online nació como la fantasía de Richard Garriott de reunir a miles de personas que compartan un mundo de fantasía. Ya había un par de juegos anteriormente que permitían esta posibilidad, como The Realm Online, pero Ultima Online era un significativo avance frente a los otros juegos, en términos de gráfica y mecánica de juego. El equipo inicial estaba compuesto por Garriot, Starr Long, Rick Delashmit y Raph Koster, quien se convirtió en el diseñador jefe del proyecto. 
Todo inició en 1995 y fue mostrado al público en la E3 en 1996. Para su época (mediados de los 90s), Ultima Online era un proyecto muy caro y arriesgado para la compañía, ya que confiaba en un público accediendo al servidor mediante el módem. El costo del lanzamiento fue muy superior a los de los juegos tradicionales, e intentaba transformar toda la serie Ultima en todo un nuevo género. Ultima Online era un juego novedoso en un número de puntos, entre los que se encuentran:
- Los jugadores podían comprar terrenos y construir casas en el paisaje común.
- Un sistema de habilidades por porcentaje.
- Muchos elementos del juego podían ser construidos por los jugadores, lo que generaba una economía dentro del juego.
- Los jugadores podían ser atacados en cualquier parte del juego, incluyendo ciudades (esto ha cambiado).

Luego del lanzamiento, el 1997, Ultima Online comprobó ser muy popular, alcanzando los 100.000 jugadores subscritos en los primeros seis meses. Las subscripciones subieron hasta alcanzar los 250.000. Origin fue capaz de hacer mucho dinero con las cuotas mensuales requeridas para jugar el juego, y varias compañías empezaron a hacer lo mismo, y lanzaron sus propios juegos en línea. Fue el caso de EverQuest (marzo de 1999), Dark Age of Camelot (octubre de 2001) y World of Warcraft (noviembre de 2004).

## Mecanismo del Juego
Ultima Online continuó la tradición de los juegos anteriores de Ultima de muchas maneras, pero debido a la tecnología que avanzaba y el simple hecho de que era el primer juego en línea persistente de Origin, había también muchos nuevos mecanismos de juego. Diseñado parcialmente como experimento social y económico, el juego tuvo que justificar la extensa interacción del jugador así como lidiar con la tradición de que los jugadores se sintieran el centro de atención, como venía ocurriendo en los juegos de un solo jugador. Siendo una novedad tanto para los desarrolladores como para los jugadores, una gran cantidad de lo que se había planeado nunca se llevó a cabo y otra gran cantidad que no estaba prevista sí se hizo. Se tuvieron que incorporar muchas mecánicas nuevas para compensar.

### Habilidades (Skills)
Las habilidades (también llamadas Skills) en el Ultima Online son representadas por un porcentaje que demuestra la habilidad del jugador, y avanzan con su uso o pagando a los NPCs apropiados para entrenar al jugador (pero solamente hasta el 30%, generalmente). Mientras que hay unas 50 habilidades, sólo siete de ellas, pueden estar al 100% (o 120% mediante el uso de algunos objetos), llamado Grand Master, u optar por cualquier combinación de skills que llegue a los 700%. Hay que tener en cuenta que este límite es para los valores 'reales' de la habilidad, sobre los que luego se aplican los efectos que las stats o algunos objetos tengan sobre ellas. Cada habilidad se puede marcar para que gane puntos (poner a subir), los pierda (poner a bajar) o dejarla bloqueada en un valor.
Originalmente, el sistema de las habilidades era muy diferente dado que el jugador no tenía ninguna capacidad de poner la habilidad en los estados mencionados arriba, y las habilidades que eran olvidadas iban perdiendo puntos lentamente cuando no se usaban. Las habilidades también bajaban cada vez que un jugador moría, especialmente si resucitaban inmediatamente. Esta fue una característica muy dura para muchos de los jugadores 'novatos' que eran asesinados de forma aleatoria por otros jugadores.
La mayoría de las habilidades se pueden subir macreando, y requieren solamente hacer una serie de clics repetitivamente con el ratón. Algunas requieren del uso de recursos, como materias primas, mientras que otros sólo cuestan tiempo. Todas las habilidades son afectadas en un cierto grado por los stats del jugador. Muchas habilidades se benefician mutuamente, por ejemplo, tener una alta habilidad de anatomía mejora la eficiencia de un jugador con curación u otras habilidades de combate -esto no era así en el lanzamiento del juego, y esta característica fue agregada para que los jugadores pudieran tomar ventaja del uso de ciertas habilidades consideradas a priori inútiles.
En la gran mayoría de los servidores, las habilidades se pueden entrenar hasta el 120% con el uso de Power Scrolls, que se compran a jugadores o se obtienen en los "Altares de Champion" en Felucca. Aun así, se sigue teniendo en cuenta el límite de puntos totales en habilidades.

### Stats
Todavía se siguen manteniendo las cualidades básicas del jugador (fuerza, destreza e inteligencia), de las cuales se derivan las de salud, resistencia (stamina) y mana; pero ahora Ultima Online ofrece muchos más stats, todos derivados de armaduras, ítems mágicos o hechizos. Estas características van desde la suerte (luck), que mejora la oportunidad de encontrar más y mejor equipo mágico, a LRC (lower reagent cost), que reduce la cantidad de ingredientes o diezmos (en el caso de las habilidades Chivarly) necesarios para lanzar hechizos.

### Artesanía
Ultima Online presenta un amplio sistema de artesanía que permite a los jugadores con ciertas habilidades la creación de la mayoría de los objetos que se pueden encontrar en el juego, desde artículos útiles como armas o armaduras hasta más mundanos, como muebles o disfraces. Los productos creados por jugadores suelen ser de mejor calidad que los que se pueden encontrar en las tiendas llevadas por NPCs, sobre todo las creadas por artesanos que han alcanzado el nivel "GrandMaster" (100 puntos) o superior en la habilidad apropiada.
Uno de los temas más controvertidos relacionados con la artesanía es que los jugadores están a veces forzados a fabricar grandes cantidades de algún artículo para el cual no hay demanda, sólo para aumentar el nivel de su habilidad. Esta fue una de las mayores caídas del sistema de economía originalmente diseñado para el juego, ya que la gente no podía obtener suficiente dinero de los productos que habían creado porque los NPCs sólo compraban los objetos que podrían vender luego (basado en un sistema de oferta y demanda simulado), rechazando algunos productos. Ese sistema se ha dejado de aplicar debido a las quejas de los jugadores y ahora se puede vender una cantidad prácticamente ilimitada de objetos no deseados a los NPCs, aunque no vayan a sacar beneficios con ellos, provocando como resultado una creciente inflación.

## La aparición de los problemas
Ultima Online ha visto muchas revisiones importantes a través de su historia. Esto incluye revisiones del juego, cambios de personal, modernizaciones técnicas, y cambios fundamentales del diseño. Con pocos MMORPG anteriores como para aprender de ellos, el personal de Ultima Online estaba explorando un terreno nuevo, y tuvo que resolver asuntos complejos que nunca habían sido enfrentados en un juego comercial en esta escala. La importancia de entender la psicología, interacción social, economía, y otros problemas llegó a ser cada vez más importante a medida que un comportamiento social complejo se iba desarrollando.
En el preestreno del desarrollo del juego, una economía bien equilibrada, realista y una buena estructura social era la meta. Mientras que no casi todas las características que se planearon para incorporarse en el juego estuvieron presentes en el primer lanzamiento, los desarrolladores se las arreglaron para darle casi todo el control a los jugadores en términos de lo que podían hacerle a los otros jugadores, y al mundo en general. Esto causó repercusiones permanentes que todavía hacen frente en el juego.

## Expansiones, secuelas y otros lanzamientos

### Secuelas
- Ultima Online 2 (UO2) - retitulado más tarde como Ultima Worlds Online: Origin (UWO: O) - fue anunciado en 1999. Era una suerte de "Steampunk" en un mundo donde el pasado, presente y futuro de Sosaria fueron combinados juntos por una equivocación de Lord British mientras trataba de reconstruir la gema de la inmortalidad. Contrataron a Todd McFarlane para diseñar monstruos originales y nuevas regiones para el juego, y para ayudar a formar la historia. Fue cancelado en 2001 antes que su lanzamiento; dadas las circunstancias en la competencia de los juegos en línea, Electronic Arts temió que el lanzamiento de este juego dañara la cantidad de suscripciones de UO, sin embargo se publicó un video promocional donde se podía ver los gráficos 3D usados así como la captura de movimiento. Algunos de los monstruos y del arte hechos para UWO: O fue utilizado más adelante en la expansión Ultima Online: Lord Blackthorn's Revenge.
- Ultima X: Odyssey - este MMORPG estaba supuesto a ser fijado en un nuevo mundo, llamado Alucinor, creado por el Avatar después de los acontecimientos en Ultima IX: Ascension. Fue cancelada en 2004 - otra vez, según EA, para centrarse en las expansiones de Ultima Online.

### Expansiones
- Ultima Online: The Second Age (1 de octubre de 1998): Ofreció una nueva área, llamada The Lost Lands o las tierras perdidas, junto con un sistema de chat incorporado y nuevas criaturas. También conocido como T2A. Fue lanzado en dos versiones; la primera tenía otra ilustración y un solo manual.
- Ultima Online: Renaissance (3 de abril de 2000): El mundo fue doblado de tamaño, pues había literalmente dos copias de él. Los dos mundos fueron llamados Felucca y Trammel, como las lunas del mundo de Britannia en Ultima. En Trammel no se permitía el asesinato de los jugadores, mientras que en Felucca sí. Felluca también adoptó un aspecto más oscuro.
- Ultima Online: Third Dawn (7 de marzo de 2001): El cambio principal era que en esta expansión se incluyó un cliente 3D para competir con MMORPGs 3D como EverQuest. También, un tercer mundo especial fue creado, llamado Ilshenar.
- Ultima Online: Lord Blackthorn's Revenge (24 de febrero de 2002): Trajo “un mundo nuevo oscuro basado en nuevos personajes de Todd McFarlane” a Ultima, con una mejorada inteligencia artificial, ayuda incorporada, y mejoras en la creación del personaje.
- Ultima Online: Age of Shadows (28 de febrero de 2003): Incorporó un nuevo mundo de Malas, con espacio para colocar casas, dos nuevas clases (Paladin y Necromancer) y la capacidad de personalizar su casa para según los requisitos particulares del jugador. El sistema de objetos fue totalmente mejorado en esta expansión. La resistencia de la armadura se dividió ahora en cinco tipos de resistencia (física, fuego, frío, veneno y energía), y se agregaron más características para las armas. Ya que ahora un buen equipo era vital, esta expansión trajo consigo el sistema de "seguro".
- Ultima Online: Samurái Empire (2 de noviembre de 2004): Trajo la mitología y el folclore del antiguo Asia al juego, con dos nuevas clases (Ninja y Samurái), y una nueva área para explorar, Tokuno Islands (las islas de Tokuno).
- Ultima Online: Mondain's Legacy (30 de agosto de 2005): Introdujo una nueva raza, elfos, y una nueva habilidad, spellweaving. Varios calabozos nuevos también fueron agregados.
- Ultima Online: Kingdom Reborn (27 de junio de 2007): Trajo un nuevo cliente con nuevos gráficos. No añadió contenido.
- Ultima Online: Stygian Abyss (8 de septiembre de 2009): Aporta una nueva raza (Gárgolas), nuevas dungeons...
- Ultima Online: High Seas (12 de octubre de 2010): Aporta nuevas funciones marítimas.

### Otras Ediciones
- Ultima Online: Charter Edition (30 de septiembre de 1997): estaba disponible como preestreno de Origin Systems en el lanzamiento de Ultima Online y en cantidades pequeñas junto a la caja estándar. Incluyó una litografía firmada de las ilustraciones de UO de los hermanos de Hilderbrandt, una insignia con el logo de Ultima Online y la caja fue firmada por "Lord British" (Richard Garriott).
- Ultima Online: 7th Anniversary (25 de septiembre de 2004) era un lanzamiento especial del juego para celebrar el séptimo cumpleaños de Ultima Online. Como todos los artículos enumerados en esta sección, este lanzamiento no trajo cualquier cosa nuevo al juego y no es una extensión, si no que incluyó un CD más con parches más recientes, pero Age of Shadow seguía siendo la versión más actual en ese entonces. Este lanzamiento fue contenido en una caja de cartón pequeña que contenía tres CD, ofreciendo la versión Age of Shadows, pero también incluyó Ultima IX: Ascension con sus CD de instalación y juego. También estaba disponible como regalo una ranura adicional para personajes (el total de seis personajes estaba disponible ahora) y 7 códigos del registro para amigos.
- Ultima Online: The Eighth Age (25 de septiembre de 2005) era un CD que venía con una serie de regalos en el juego. Sin embargo no trae ninguna nueva característica, ya que el lanzamiento era para celebrar el octavo cumpleaños de Ultima Online. La caja incluyó un CD actualizado del juego (con parches más recientes), un librete brillante con un atlas de Sosaria, un regalo entre ocho para escoger dentro del juego, una transferencia de personaje, un personaje avanzado y un código de prueba de 45 días. También un "soulstone" azul de edición limitada.

## Clientes
Ultima Online puede ser jugado en dos clientes, el Classic y el Enhanced que incluye mejoras 3D, aunque este último se encuentra aún en su versión beta. Ambos clientes son actualizados a la par y son compatibles con todas las expansiones de UO.
Requerimientos de sistema:
Classic Client 7.x
- OS: W98 / XP.
- CPU: 400 MHz (Pentium).
- RAM: 128 MiB.
- GPU: 8 MiB compatible con DirectX 9.0.
- SPU: Tarjeta de sonido compatible con DirectX 9.0.
- HD: 1,5 GB.
- Internet: 56,6 kbit/s o superior.

Enhanced Client 4.x (beta)
- OS: WXP / Vista.
- CPU: 1000 MHz (Pentium) (1800 MHz (C2D) recomendado).
- RAM: 512 MiB (1024 MiB recomendado).
- GPU: 64 MiB (128 MiB recomendado) con aceleración 3D y compatible con DirectX 9.0.
- SPU: Tarjeta de sonido compatible con DirectX 9.0.
- HD: 4,0 GB.
- Internet: 56,6 kbit/s o superior.

## Emuladores
Los fanes de Ultima Online con conocimientos técnicos han hecho ingeniería inversa al juego para producir emuladores de los servidores originales. Esta emulación es legal, y Origin tiene conocimiento de su existencia, aunque en algunos países se considera que los autores de estos emuladores han violado la licencia de software por haber usado ingeniería inversa, y pueden haber sido baneados de los servidores oficiales (otros países no permiten la ingeniería inversa de software). Para permanecer en la legalidad, los emuladores no distribuyen el programa cliente.
Estas shards "mantenidas por jugadores" algunas veces se ejecutan en máquinas convencionales. Normalmente funcionan sin ningún coste para el jugador. En ocasiones están ambientadas en un universo diferente al de Ultima, y las reglas de conducta de los jugadores varían de una a otra. Muchas shards obligan a sus jugadores a "rolear" y adaptarse a su personaje. 
Aunque se ha considerado que estos emuladores solo servían para poderle echar un vistazo al funcionamiento del juego pero que no podían igualarse al original por tener reglas diferentes o porque el emulador no soportaba demasiadas conexiones sin "caer". Emuladores más recientes escritos desde cero como RunUO han demostrado que son capaces de soportar gran cantidad de jugadores en línea sin merma en la calidad del juego y que pueden crear un universo fiel al de los servidores oficiales. Incluso hay algunos servidores que, para regocizo de los jugadores más veteranos, mantienen las normas de juego 'PreAOS' del servidor oficial con gran fidelidad.
Lista de emuladores de UO importantes:
- Lonewolf Emu - C/C++, código abierto (GPL)
- NOX-Wizard - C++, código abierto (GPL)
- Penultima Online (POL) - código abierto
- RunUO - C#/.NET, código abierto (OSI)
- SunUO - C#/.NET, Mono código abierto (GPL)
- SphereServer - código cerrado
- Sushi X - C++, código abierto (GPL)
- UOX3 (Ultima Offline eXperiment 3) - C/C++/JavaScript, código abierto (GPL)
- Wolfpack Emu - C/C++, código abierto (GPL)